# Toru Takagiwa
Toru Takagiwa (高木和 徹 Takagiwa Toru?), född 15 april 1995 i Tochigi prefektur, är en japansk fotbollsspelare.
Takagiwa började sin karriär 2014 i Shimizu S-Pulse. 2018 blev han utlånad till JEF United Chiba. Han gick tillbaka till Shimizu S-Pulse 2019. 2020 flyttade han till V-Varen Nagasaki.